# Patimile lui Hristos (film)

Patimile lui Hristos (2004) (engleză: "The Passion of the Christ") este un film american regizat și finanțat de actorul Mel Gibson în care sunt prezentate în detaliu suferințele lui Iisus în ultimele 12 ore ale vieții sale. Filmul cuprinde scene impresionante precum flagelarea, drumul crucii ("Via Dolorosa") și crucificarea.
În rolul lui Iisus joacă Jim Caviezel, iar rolul Mariei este jucat de actrița română Maia Morgenstern. 
Dialogul din film este purtat doar în limbile originale: aramaică, latină și ebraică.

## Rezumat
Filmul începe cu scena din Grădina Ghetsimani unde Iisus se roagă și este ispitit de Satana, în timp ce apostolii săi Petru, Iacov și Ioan dorm. După ce a primit treizeci de arginți, unul dintre apostolii lui Isus, Iuda, se apropie însoțit de gardienii templului și-l trădează pe Iisus cu un sărut pe obraz. În timp ce gardienii se mișcă pentru a-l aresta pe Iisus, Petru taie urechea lui Malhus, dar Isus o pune la loc și o vindecă. Apoi apostolii fug, iar gardienii templului îl arestează pe Iisus și îl bat tot timpul în drumul lor către Sinedriu. Ioan îi spune Mariei și Mariei Magdalena despre arestarea lui Iisus, în timp ce Petru îl urmărește pe Iisus de la distanță. Caiafa începe un proces trecând cu vederea peste obiecțiilor celorlalți preoți, care sunt alungați din sala de judecată. Când este întrebat de către Caiafa dacă el este fiul lui Dumnezeu, Iisus îi răspunde: „Eu sunt”. Caiafa este îngrozit și își rupe hainele, iar Iisus este condamnat la moarte pentru blasfemie. Petru, care urmărea totul pe ascuns, este recunoscut de trei ori, dar neagă că îl cunoaște pe Isus și apoi fuge plângând după ce își amintește că Iisus a prezis acest lucru. Între timp, Iuda are remușcări și încearcă să returneze banii pentru ca Iisus să fie eliberat, dar este refuzat de către preoți. Chinuit de demoni, el fuge din oraș și se spânzură cu o frânghie pe care o găsește asupra unui măgar mort.
Caiafa îl duce pe Isus înaintea lui Pilat din Pont pentru a fi condamnat la moarte. Însă, după interogatoriu, Pilat nu găsește nicio vină asupra lui Iisus. Aflând că este din Nazaret, Pilat îl trimite atunci la curtea lui Irod Antipa, deoarece ținea de jurisdicția acestuia. După ce Isus este din nou găsit nevinovat și trimis înapoi la Pilat, prefectul roman spune mulțimii că îl va pedepsi pe Isus și apoi îl va elibera. Într-un efort de a liniști mulțimea, Pilat comandă biciuirea cu brutalitate a lui Iisus. Apoi Pilat face o ultima încercarea de a-l elibera pe Iisus, punând oamenii să aleagă între a-l elibera pe acesta sau pe criminalul Baraba. Spre uimirea sa, mulțimea dorește ca Baraba să fie eliberat și Iisus ucis. Pilat se spală pe mâini de această faptă și fără tragere de inimă ordonă răstignirea lui Iisus.
Iisus își poartă crucea pe umeri de-a lungul Via Dolorosa către Golgota. Pe drum, femeia Seraphia îi șterge fața lui Iisus cu mahrama sa. Simon din Cirene este obligat fără voia lui să care crucea alături de Iisus. Apoi Iisus este răstignit. În timp ce atârnă pe cruce, Iisus se roagă pentru iertarea celor care au făcut acest lucru și mântuiește un criminal crucificat alături de el. După ce Iisus își dă sufletul și moare, o singură picătură de ploaie cade din cer, provocând un cutremur care distruge Templul și rupe în două pânza care acoperea Sfânta Sfintelor, spre groaza lui Caiafa și a celorlalți preoți. Este prezentat apoi Satan țipând disperat deoarece a fost învins. Iisus este dat jos de pe cruce. În final, Iisus se ridică din morți și iese din mormânt.

## Distribuție
- Jim Caviezel ca Iisus Hristos
- Maia Morgenstern ca Fecioara Maria
- Monica Bellucci ca Maria Magdalena
- Hristo Jivkov ca Ioan
- Francesco DeVito ca Petru
- Luca Lionello ca Iuda Iscarioteanul
- Hristo Shopov ca Pilat din Pont
- Rosalinda Celentano ca Satana
- Claudia Gerini ca Claudia Procula
- Fabio Sartor ca Abenader
- Luca De Dominicis ca Irod Antipa
- Mattia Sbragia ca Caiafa
- Chokri Ben Zagden ca Iacov, fiul lui Zevedeu
- Toni Bertorelli ca Annas ben Seth
- Jarreth Merz ca Simon din Cirene
- Sergio Rubini ca Dismas
- Francesco Cabras ca Gesmas
- Giovanni Capalbo ca Cassius
- Roberto Bestazoni ca Malhus (Malhu)
- Sabrina Impacciatore ca Seraphia
- Pietro Sarubbi ca Baraba
- Matt Patresi ca Janus
- Emilio De Marchi ca romanul disprețuitor 1
- Roberto Visconti ca romanul disprețuitor 2
- Lello Giulivo ca romanul brutal

## Teme
În „The Passion: Photography from the Movie "The Passion of the Christ"”, Gibson spune: „Acesta este un film despre dragoste, speranță, credință și iertare. El [Iisus] a murit pentru întreaga omenire, a suferit pentru noi toți. E timpul să ne întoarcem la mesajul inițial. Lumea a înnebunit. Am putea folosi un pic mai multă dragoste, credință, speranță și iertare.”

## Producție

### Scenariu și limba
Gibson inițial a anunțat că va folosi două limbi vechi fără subtitrare și că se bazează pe „povestirea filmică”. Deoarece povestea Patimilor este atât de bine cunoscută, Gibson a dorit să evite limbile vernaculare, totul pentru a surprinde publicul: „Cred că este aproape contraproductiv să spunem unele dintre aceste lucruri într-o limbă modernă. Te face să știi pe din afară care va fi următoarea replică, ca atunci când auzi „a fi sau a nu fi” și îți spui instinctiv „aceasta este întrebarea.” Scenariul a fost scris în limba engleză de către Gibson și Benedict Fitzgerald, apoi tradus de William Fulco, SJ , profesor la Loyola Marymount University, în latină, aramaică  reconstruită și ebraică.

## Violența din film
Un aspect deosebit și totodată controversat al acestui film este violența șocantă, fiind probabil unul din cele mai violente filme din istorie. Criticul de film Roger Ebert de la Chicago Sun-Times a spus despre el: „Acesta este cel mai violent film pe care l-am văzut vreodată”.
Durerea capătă dimensiuni suprarealiste în acest film: carne sfâșiată de pe corp cu bice de metal, sânge curgând în șuvoaie, durere infernală, plăcere patologică a soldaților romani.
Crucificarea este arătată în detaliu (deși fără a fi conformă adevărului - cuiele se băteau la încheietura brațului și nu în palmă).
Nu este recomandat persoanelor sub 16 ani.

## Continuare
O continuare, The Passion of the Christ: Resurrection este programată să apară în 2024 în regia lui Mel Gibson.
În iunie 2016, scriitorul Randall Wallace a declarat că el și Gibson au început să lucreze la o continuare a filmului Patimile lui Hristos, concentrată pe învierea lui Isus.